# Cementiri d'Igualada
El Cementiri d'Igualada és una obra del municipi d'Igualada (Anoia) protegida com a bé cultural d'interès local.

## Descripció
La distribució general és de forma rectangular, voltat d'un claustre dòric, on hi trobem els nínxols. El pati interior és destinat a fossars. Oposada a la porta hi havia l'església, que va ésser destruïda en el període 1936-39 i reemplaçada actualment per una d'en B.Bassegoda. La portalada d'entrada al recinte consta de dues columnes dòriques que flanquegen l'entrada, que és un arc de punt rodó. A la part superior hi ha una inscripció i una creu. S'hi observa una capella central de línies renaixentistes.

## Història
Aquest és el tercer cementiri que té la ciutat. El primer estava situat en el terreny que avui ocupa la Capella del Sant Crist, que en 1702 es traslladà on avui hi ha la plaça del Bruc. L'actual cementiri data del 1817. Els arquitectes que intervingueren foren Bofarull, per a l'ordenació general, i Guixà per a la construcció de la porta. Podem dir que a la dècada del 2010 es conserva quasi intacte i que els successius eixamplaments es poden diferenciar clarament.